# Zbrodnia w Polichnie
Zbrodnia w Polichnie – seria egzekucji przeprowadzonych przez okupantów niemieckich w pobliżu wsi Polichno pod Nakłem. W październiku 1939 roku członkowie paramilitarnego Selbstschutzu zamordowali tam 27 Polaków – mieszkańców Polichna i Rozwarzyna.

## Początek niemieckiej okupacji
Nakło nad Notecią zostało opanowane przez oddziały Wehrmachtu w nocy z 1 na 2 września 1939. Na terenie gminy błyskawicznie zaczęły powstawać pierwsze struktury Selbstschutzu – paramilitarnej formacji złożonej z przedstawicieli niemieckiej mniejszości narodowej zamieszkującej terytorium przedwojennej Polski. W Nakle ulokował swą siedzibę Werner Köpenick – szef struktur Selbstschutzu w powiecie wyrzyskim. Funkcję dowódcy Selbstschutzu na terenie gminy Nakło objął natomiast 33-letni Martin Rudolf Oehlmann.
Selbstschutz rychło rozpoczął masowe aresztowania Polaków. Był to element szerszej akcji eksterminacyjnej, wymierzonej w pierwszym rzędzie w polską inteligencję, którą narodowi socjaliści obarczali winą za politykę polonizacyjną prowadzoną na Pomorzu Gdańskim w okresie międzywojennym oraz traktowali jako główną przeszkodę na drodze do szybkiego i całkowitego zniemczenia regionu. Miejscowi Niemcy mogli przy okazji uregulować wiele zadawnionych sąsiedzkich sporów i porachunków, jak również korzystali z okazji do zagrabienia mienia mordowanych Polaków.

## Zbrodnie Selbstschutzu w Polichnie
Ze względu na fakt, iż miejscowi volksdeutsche bardzo chętnie zaciągali się w szeregi Selbstschutzu, na terenie powiatu wyrzyskiego powstało wiele lokalnych placówek organizacji, rozsianych po wsiach i mniejszych miejscowościach. Jedna z najaktywniejszych placówek „Samoobrony volksdeutschów” działała we wsi Polichno (ok. 7 kilometrów na południowy zachód od Nakła). Służyli w niej wyłącznie miejscowi Niemcy – w pierwszym rzędzie bracia Helmut i Willi Böelke, Erich Kowal, Erich Manthay oraz Fritz Schwanke.
Ofiarą Selbstschutzmanów padali przede wszystkim polscy rolnicy z Polichna i Rozwarzyna – nierzadko ci, którzy narazili się czymś miejscowym Niemcom w okresie poprzedzającym wybuch wojny. Aresztowanych Polaków osadzano najczęściej w prowizorycznym areszcie zorganizowanym w gmachu szkoły w Polichnie lub po prostu umieszczano w stojącej na pobliskim polu szopie. Większość więźniów po pewnym czasie rozstrzelano w lesie pod Polichnem. W okresie od 8 do 31 października 1939 bojówkarze Selbstschutzu zamordowali tam 27 Polaków, których pochowano w dwóch zbiorowych mogiłach. W gronie zamordowanych znalazło się:
- 9 mieszkańców Polichna (Jan Czonrod, Stanisław Czudrowski, Stanisław Gudzowski, Józef Łagan, Józef Łopaczyński, Jan Nawrocki, Józef Nawrocki, Marian Rogacki, Antoni Żmich)[4];
- 18 mieszkańców Rozwarzyna (Antoni Brzykcy, Jan Bulanda, Michał Czeczot, Piotr Czeczot, Jan Kalkowski, Jan Kuczma, Stanisław Łopaczyński, Bolesław Nawrot, Wacław Nowacki, Zygmunt Pietrołaj, Bronisław Pipała, Edmund Pochylski, Wincenty Ulatowski, Władysław Zadłużnik, Andrysiak, Baśnik, Guzowski, Rogoziński)[4].

Polichno było największym – po Paterku – miejscem kaźni ludności polskiej na terenie gminy Nakło.
Po wojnie ciała zamordowanych ekshumowano i pochowano na cmentarzu przy ul. Bohaterów w Nakle, gdzie spoczęły we wspólnej mogile wraz z innymi ofiarami niemieckich represji ekshumowanymi z terenów gminy Nakło.